# Rachel Maddow
Rachel Anne Maddow (født 1. april 1973) er en amerikansk nyhedsvært og politisk kommentator på nyhedskanalen MSNBC.
Maddow har en bachelorgrad i offentlig politik fra Stanford University og en Ph.d. i Statskundskab fra University of Oxford. Hun er den første prime time-nyhedsvært i USA der er åben om at være lesbiske.